# Østtimor ved vinter-OL 2022
Østtimors deltagelse ved vinter-OL 2022 i Beijing, Kina i perioden 4. – 20. februar 2022.

## Deltagere
Følgende er listen over disciplinerne, som repræsenterede deltagere optræder i.
| Sport         | Mænd | Kvinder | Total |
| ------------- | ---- | ------- | ----- |
| Alpint skiløb | 1    | 0       | 1     |
| Total         | 1    | 0       | 1     |

## Medaljer
| 2022 Beijing | Guld | Sølv | Bronze | Total |
| Østtimor     | -    | -    | -      | -     |

### Medaljevindere
| Østtimor under vinter-OL 2022 i Beijing | Østtimor under vinter-OL 2022 i Beijing | Østtimor under vinter-OL 2022 i Beijing | Østtimor under vinter-OL 2022 i Beijing | Østtimor under vinter-OL 2022 i Beijing |
| Medalje                                 | Navn                                    | Sport                                   | Event                                   | Dato                                    |
| --------------------------------------- | --------------------------------------- | --------------------------------------- | --------------------------------------- | --------------------------------------- |
| Guld                                    | -                                       | -                                       | -                                       | -                                       |
| Sølv                                    | -                                       | -                                       | -                                       | -                                       |
| Bronze                                  | -                                       | -                                       | -                                       | -                                       |